# Litvínovice
Litvínovice är en ort i Tjeckien.   Den ligger i regionen Södra Böhmen, i den södra delen av landet, 130 km söder om huvudstaden Prag. Litvínovice ligger 390 meter över havet och antalet invånare är 1 483.
Terrängen runt Litvínovice är huvudsakligen platt, men österut är den kuperad. Litvínovice ligger nere i en dal.Runt Litvínovice är det tätbefolkat, med 343 invånare per kvadratkilometer. Närmaste större samhälle är České Budějovice, 2,2 km nordost om Litvínovice. Omgivningarna runt Litvínovice är en mosaik av jordbruksmark och naturlig växtlighet.